# Vivien Oakland
Vivien Oakland (nacida como Vivian Ruth Andersen; 20 de mayo de 1895-1 de agosto de 1958), fue una actriz estadounidense conocida por su trabajo en comedias en Hollywood en las décadas de 1920 y 1930, sobre todo en Hal Roach Studios. Oakland participó en 157 películas entre 1915 y 1951.

## Familia
Nacida como Vivian Ruth Andersen en San Francisco, California, era hija de los inmigrantes noruegos Edward Andersen y Anna Marthine Olsen. Sus hermanos se llamaban Edward, Herbert (née Hagbart) y Edna. Formó parte del equipo de vodevil "The Oakland Sisters" con su hermana menor Edna, que más tarde actuó en el cine como Dagmar Oakland. Tras el terremoto de San Francisco de 1906, Anna Andersen, que había quedado viuda desde 1898, trasladó a la familia a Oakland, California. En 1917, se casó con el actor John T. Murray (1886–1957). Oakland actuó en Broadway y luego en Zigfeld Follies.

## Carrera
Apoyó a Laurel y Hardy en varias ocasiones, y varias veces interpretó a la esposa de Edgar Kennedy y Leon Errol en su serie de cortometrajes. En la década de 1940 interpretó sobre todo papeles secundarios en largometrajes antes de hacer su última película, una comedia de Errol, en 1951. Se retiró de la actuación ese mismo año y se instaló en Sherman Oaks, California. Murió siete años después y fue enterrada en el Chapel of the Pines Crematory.

## Filmografía parcial
| - Destiny (1915) - Madonna of the Streets (1924) - The Rainbow Trail (1925) - The Teaser (1925) - Wife Tamers (1926) - Tony Runs Wild (1926) - Along Came Auntie (1926) - Mighty Like a Moose (1926) - Say It with Babies (1926) - Redheads Preferred (1926) - Two-Time Mama (1927) - Love 'em and Weep (1927) - Uncle Tom's Cabin (1927) - Wedding Bills (1927) - We Faw Down (1928) - The Man in Hobbles (1928) - That's My Wife (1929) - The Time, the Place and the Girl (1929) - In the Headlines (1929) - Personality (1930) - The Florodora Girl (1930) - Back Pay (1930) - The Matrimonial Bed (1930) - Oh Sailor Behave (1930) - A Lady Surrenders (1930) - Many a Slip (1931) - Gold Dust Gertie (1931) - The Age for Love (1931) - Cock of the Air (1932) | - The Tenderfoot (1932) - Secrets of the French Police (1932) - Scram! (1932) - They Just Had to Get Married (1932) - Neighbors' Wives (1933) - Merry Wives of Reno (1934) - The Defense Rests (1934) - Money Means Nothing (1934) - Rendezvous at Midnight (1935) - Star of Midnight (1935) - Keystone Hotel (1935) - Lady Luck (1936) - Way Out West (1937) - Should Wives Work? (1937) - Amateur Crook (1937) - Double Danger (1938) - Rebellious Daughters (1938) - Slander House (1938) - A Chump at Oxford (1940) - Pop Always Pays (1940) - The Man in the Trunk (1942) - Laugh Your Blues Away (1942) - The Girl Who Dared (1944) - The Man Who Walked Alone (1945) - Utah (1945) - Night and Day (1946) - Bunco Squad (1950) - Punchy Pancho (1951) |